# Guillermo Coria
Pour les articles homonymes, voir Coria (homonymie).
Guillermo Coria, né le 13 janvier 1982 à Rufino, est un joueur de tennis argentin, professionnel de 2000 à 2009.
Surnommé « El Mago » (Le Magicien), Coria a remporté neuf titres en simple messieurs, dont le Masters 1000 de Hambourg en 2003 et celui de Monte-Carlo en 2004. Il atteint, la même année, la finale de Roland-Garros, au terme de laquelle il s'incline face à son compatriote Gastón Gaudio après avoir mené deux sets à rien et avoir obtenu deux balles de match dans la cinquième manche.
Il a également atteint deux autres finales à Monte Carlo, en 2003 et 2005, une finale à Miami et Hambourg, en 2004, ainsi qu'à Rome en 2005.
Sa surface de prédilection est la terre battue. De 2003 à 2006, il est l'un des tout meilleurs joueurs du monde, faisant partie du top dix mondial, et atteint la 3e place mondiale en 2004.
Multipliant les blessures physiques, et retombé au 672e rang mondial, il annonce la fin de sa carrière sportive à la fin du mois d'avril 2009.
Guillermo Coria fut condamné pour dopage par l'ATP après un contrôle positif à la nandrolone en 2001. Il poursuivit en justice la société fabriquant les comprimés contaminés pour un montant de 10 million $. En 2007, les deux parties ont conclu un accord dont les termes n'ont pas été révélés.
Son frère cadet, Federico Coria, joue également au tennis à un niveau professionnel.

## Carrière
Après être passé professionnel en 2000, il est contrôlé positif à la nandrolone en avril 2001, après un match contre Michel Kratochvil au tournoi de Barcelone. Sa suspension des courts de 2 ans est finalement réduite à sept mois.

## 2003 - 2004 Explosion et nouveau maitre de la terre battue
C’est en 2003 qu’il va véritablement exploser. Après des finales perdues à Buenos Aires et Monte Carlo contre Moyá et Ferrero, il remporte 5 titres : Hambourg (son premier Master Series), Stuttgart, Kitzbühel, Sopot (remportant son troisième tournoi en trois semaines, exploit inédit depuis deux décennies et répété seulement par Rafael Nadal en 2009 avec des titres à Monte-Carlo, Barcelone et Rome) et enfin Bâle (son seul tournoi sur surface rapide, en indoor). Il dispute le Masters et termine l’année au quatrième rang mondial.
En 2004, il arrive à Roland-Garros en étant classé no 3 avec les titres de Buenos Aires et Monte-Carlo en poche ainsi que la finale de Hambourg qu'il a perdue contre le no 1 Roger Federer, son bilan sur terre battue est de 16 victoires pour 1 défaite c'est donc sans surprise qu'il atteint la finale du tournoi. Il mène 2 sets à 0 avant d'être tétanisé par les crampes, il sert pour le gain du match à 6-5 dans le cinquième set, il manque deux balles de match, se fait debreaker puis breaker et rend finalement les armes à 6-8 battu par son compatriote Gastón Gaudio. Il fait partie de l'équipe d'Argentine de Coupe Davis et est surnommé El Mago (le magicien).

## 2005: Dernière saison dans le top 10, duel au sommet et passage de relais à Nadal sur terre battue
Il commence l'année 2005 avec le tournoi d'Auckland en perdant en quart contre Olivier Rochus. Il se rend ensuite pour le premier grand chelem de la saison et atteint les quarts en battant Berdych, Mello et Juan Carlos Ferrero avant de perdre contre son compatriote David Nalbandian en 4 sets. Sa saison sur dur continue avec les tournois de Marseille où il perd dès son entrée en lice. Rotterdam où il perd en 1/8 -ème. Il participe ensuite en coupe Davis avec 2 victoires contre la république tchèque.
Coria arrive ensuite sur le tournoi de Indian Wells, perdant en 1/8 contre Andre Agassi et ensuite à Miami au 3ème tour contre Taylor Dent.
Il commence sa saison sur terre battue avec le tournoi de Monte Carlo en rejoignant la finale contre le futur prodige Rafael Nadal en perdant en 4 sets  6/3,6/1,0/6,7/5 qui remporte son premier titre sur le rocher. Il participe au tournoi ATP 500 de Barcelone, il y perd en 1/8 contre Augustin Callieri en 3 sets serrés. Il participe ensuite au master de Rome où il atteint une nouvelle fois la finale en battant des bons joueurs coup sur coup Fernando Gonzalez , Nicolas Kiefer , Davide Sanguinetti , Fernando Verdasco et Andre Agassi. Cette finale sera l'un des matchs les plus beaux en 5 sets entre 2 génies de cette surface gagné par Nadal sur le score de 6/4, 3/6 , 6/3 , 4/6 , 7/6 en 5h14 de jeu. Ce match sonne clairement la passation de pouvoir avec le jeune espagnol et le déclin progressif de El Mago. Il joue au master de Hambourg en perdant contre le numéro 1 mondial Roger federer futur vainqueur du tournoi en 2 sets. Il voyage vers le tournoi de Dusseldorf et perd en quart contre Florian Mayer en 2 sets. Il arrive à Roland Garros et bat successivement Carlsen , Novak Djokovic et Jurgen Melzer avant de perdre en 1/8 contre Nikolai Davydenko qui sonne le glas sur sa carrière et laisse de gros regrets par rapport à sa finale l'année passée. 
La saison sur gazon de Coria commence par le tournoi de S-Hertogenbosch et perd en 1/8 en 2 sets. A Wimbledon, Guillermo atteint les 1/8 ème de finale difficilement avec 2 matchs en 5 sets contre Xavier Malisse et Jurgen Melzer. Il perd contre Andy Roddick en 3 sets qui sera futur finaliste pour la deuxième fois.
Il se repose 2 semaine et enchaine avec la Coupe Davis, il gagne un match mais perd contre Lleyton Hewitt en 4 sets. Néanmoins l'Argentine se qualifie pour la demi.
Coria décide de rester jouer sur terre battue et il gagne le tournoi de Umag contre Carlos Moya en 3 sets. Ce tournoi sera son dernier remporté sur le circuit. Il perd ensuite en 1/2 contre Florian Mayer qui l'avait battu un peu plus tôt dans la saison.
Il commence sa tournée de préparation pour l'US open au Master de Montréal en perdant dès son entrée en lice contre Juan Carlos Ferrero en 2 sets. Le tournoi de Cincinnati n'est guère plus long car il perd contre Luis Horna au troisième tour. Il se rend du coup à l'US Open avec des mauvais résultats, ce qui ne l'empêche pas d'atteindre les quarts en battant notamment Robin Soderling et Nicolas Massu avant de perdre contre Robby Ginepri en 5 sets accrochés.
Il s'envole direction la Chine avec le tournoi de Pékin où il atteindra la finale contre Rafael Nadal mais perdra en 3 sets. Cette finale sera la dernière de Coria, en effet il n'atteindra plus jamais ce stade dans sa carrière. Coria participe à la demi de Coupe Davis avec l'Argentine mais perd ses 2 matchs contre la République Tchèque. L'équipe est de ce fait éliminé de la compétition. Il décide de prendre un peu de repos et revient pour le Master de Madrid mais perd au troisième tour face à Fernando Gonzalez en 2 sets. Il enchaine avec le tournoi de Bale mais perd en 1/8 contre Vliegen. Il se rend au Master de Paris Bercy mais perd contre Thomas Berdych dès son entrée en lice.
Avec sa régularité en grand chelem et 2 finales en Master, Coria participera au Masters de fin d'année à Shanghai. Il se retrouve dans la poule de Roger Federer , David Nalbandian et Ivan Ljubicic mais il perd tous ses matchs ce qui clôture sa saison.
Coria termine 8ème mondial mais passe 2ème joueur de terre battue cette saison et laisse Rafael Nadal prendre le trône sur terre battue. Le jeune espagnol gardera la couronne de roi sur terre jusqu'à sa retraite en 2024. 

## 2006: Descente aux enfers, déclin et blessure
Coria commence sa saison 2006 directement par l'Open d'Australie en perdant au troisième tour contre Sebastien Grosjean en 4 sets. Il n'arrivera plus jamais à ce stade de la compétition dans un tournoi du grand chelem.
Il se rend en Amérique du Sud chez lui pour le tournoi de Buenos Aires, il perd contre toute attente en 1/8ème contre Ramirez Hidalgo ce qui signe le début de son déclin. Il enchaine avec le tournoi d'Acapulco et perd d'entrée en 2 sets. Il joue le Master de Miami en battant Novak Djokovic en 2 sets mais perd au troisième tour contre Olivier Rochus. Il sort officiellement du top 10.
Il commence la saison de terre battue au Master de Monte Carlo en atteignant les quarts, il perd contre Rafael Nadal en 2 sets 6/2,6/1. Cette défaite confirme la fin de l'ère Coria et le nouveau statut de roi de Nadal. Il va à Barcelone et perd en 1/8 contre Nicolas Almagro. Le début de la fin commence avec une multitude de défaite dès son entrée en lice au tournoi de Munich, au Master de Rome et au Master de Hambourg. On sent qu'il se passe quelque chose et que Coria est touché physiquement et mentalement. Il décide de déclarer forfait pour Roland Garros et Wimbledon à cause d'une blessure aux abdominaux.
Il revient pour le tournoi de Bastad en Juillet mais perd d'entrée contre son compatriote Jose Acasuso en 3 sets. Il joue ensuite Amersfoort mais déclare forfait contre Novak Djokovic en demi. Il enchaine à Umag mais perd au premier tour contre Vik. Après cela, il décide de jouer à Sopot mais déclare forfait pour blessure.
Il participe à l'US Open mais déclare forfait d'entrée à la suite d'une blessure à la cuisse qui met un terme à sa saison et ne rejouera pas de match avant 2008.
Coria finit la saison en dehors du top 100 et marque la fin d'une carrière d'un joueur qui avait tout pour gagner Roland Garros et rivaliser avec Nadal.

## 2007 - 2009: Un retour sans succès et fin de carrière
Guillermo Coria annonce puis annule son retour à plusieurs reprises. Malgré ces annulations, il déclare que son principal objectif est toujours Roland-Garros (« J'ai une revanche à prendre ! Je veux gagner Roland-Garros »). En 2007, il continue de s'entraîner mais semble encore manquer de confiance en lui. En effet, après un nouveau retour avorté, son collègue argentin Guillermo Cañas déclarait à la presse ne pas savoir pourquoi Coria ne reprenait pas la compétition car après s'être entraîné avec lui peu de temps auparavant, il estimait que son niveau de jeu était très bon pour celui qui était considéré comme le seul véritable homme à pouvoir rivaliser avec Nadal sur la terre battue comme en témoigne la finale de 5 h 14 à Rome perdue par Coria au terme d'une formidable bataille.
Fin 2007, Coria participe aux tournois challengers de Belo Horizonte et d'Asuncion. Il perd les deux tournois dès le premier tour mais cette réapparition montre son envie de revenir au plus haut niveau du tennis mondial et fait aussi taire les nombreuses rumeurs de retraite anticipée.
Le 28 janvier 2008, il fait son retour sur le circuit ATP au tournoi de Vina Del Mar après plus de 15 mois d'absence. Il perd de nouveau au premier tour face à un très bon Pablo Cuevas qui est passé deux fois à un point de remporter le tournoi (Fernando González a dû sauver deux balles de match face à lui en demi-finale avant de se qualifier pour la finale et le deuxième finaliste Juan Mónaco se blessa avant le match et dut abandonner sans avoir joué la finale). Au tournoi suivant, à Costa do Sauípe, il gagne son premier match sur le circuit ATP depuis juillet 2006 face à Francesco Aldi (6-4, 7-5) mais perd le match suivant. Il participe à Barcelone et perd au premier tour, il enchaine avec le tournoi de Casablanca et perd au deuxième tour contre Marc Gicquel en 3 sets. Il participe pour la dernière fois à Roland Garros et perd au premier tour contre Tommy Robredo en 4 sets en jouant un bon premier set.
Depuis 2008 il fait partie du Blagnac TC qui joue le championnat de France interclubs de tennis.
Le 29 avril 2009, il annonce officiellement l'arrêt de sa carrière de joueur de tennis, après une nouvelle défaite prématurée, au 1er tour du Challenger de Bangkok en mars, face à Harel Levy (6-3, 6-2).

| 2000 | 2001 | 2002 | 2003 | 2004 | 2005 | 2006 | 2007 | 2008 | 2009 |
| ---- | ---- | ---- | ---- | ---- | ---- | ---- | ---- | ---- | ---- |
| 88   | 44   | 45   | 5    | 7    | 8    | 116  | -    | 577  | 1121 |

## Caractéristiques
Il était certainement l'un des meilleurs joueurs sur terre battue entre 2003 et 2005, mais une défaite très mal vécue en finale de Roland Garros après avoir facilement mené 2 sets 0 contre son compatriote Gastón Gaudio et avoir obtenu 2 balles de match brise son élan. Il tente de revenir difficilement en 2008 avec quelques sorties sur des tournois peu cotés mais sans réussite. Sa participation à Roland-Garros s'achève prématurément au premier tour avec une défaite en 4 sets contre Tommy Robredo (no 12).

### Les clés de son jeu
Guillermo Coria est un joueur de fond de court extrêmement rapide, excellent contreur et déstabilisant pour son adversaire de par son jeu très lifté qui lui permet de trouver des zones parfaitement adaptées au jeu sur terre battue. Son revers à deux mains est un exemple du genre : très lifté et frappé à la fois, il arrive à trouver le long de ligne avec une facilité déconcertante et ce, plusieurs fois par jeu, comme le prouve son quart de finale à Roland-Garros 2003, où il terrassa Andre Agassi en lui infligeant pas moins de 15 revers gagnants lors du 3e set. Mais il ne faut pas oublier le coup qui a fait de lui un des joueurs les plus malins du circuit ATP : l'amorti. Son toucher exceptionnel lui permet de placer une balle « morte » juste derrière le filet sur toutes les balles de l'adversaire, quelle que soit la force ou l'effet.
Son service commença à s'améliorer après que Josep Perlas fut devenu son entraîneur. Il atteint les 200 km/h assez souvent et trouve des angles slicés plus facilement qu'auparavant où il se contentait de servir kické sur l'extérieur droit du court. Mais ses carences en concentration dans ce domaine du jeu ne lui permettent pas d'exploiter toutes les possibilités d'un service pourtant très bon.
Sa condition physique est excellente et son jeu de jambe est hallucinant de par sa rapidité et sa précision. Cela dit, Guillermo restera toujours un joueur fragile autant physiquement que mentalement.

### Les matchs de légendes
- La finale du tournoi de Rome qui fut disputée en mai 2005 entre Rafael Nadal et Guillermo Coria marqua les esprits grâce au spectacle offert par les deux joueurs durant cinq sets disputés âprement et 5 h 14 de jeu. Nadal est le vainqueur de la rencontre sur un score révélateur : 6-4, 3-6, 6-3, 4-6, 7-66.
- La finale de Roland Garros 2004 est un des tournants de la carrière de Guillermo Coria. Il perd cette finale 0-6, 3-6, 6-4, 6-1, 8-6 alors qu'il est largement favori. Alors qu'il mène deux sets à un, il est perclus de crampes (que certains pensent liées au stress) dans le 4e set qu'il laisse passer. Plus en jambes dans le 5e set, il se procure deux balles de match qu'il ne convertit pas et s'incline finalement 8-6. Cette défaite marque le début du déclin de sa carrière, avec de nombreux pépins physiques et de grandes difficultés dans le service (il souffre de yips et sert alors un nombre de double-fautes par match très supérieur à la moyenne). Il est avec Brian Norton en 1921 à Wimbledon un des deux joueurs à avoir eu des balles de matchs dans une finale sans jamais avoir pu par la suite gagner un tournoi du Grand Chelem.

## Parcours dans les tournois duGrand Chelem

### Finale (1)
| Année | Tournoi       | Adversaire en finale | Score                   |
| 2004  | Roland-Garros | Gastón Gaudio        | 6-0, 6-3, 4-6, 1-6, 6-8 |

### En simple
| Année | Open d'Australie | Open d'Australie | Internationaux de France | Internationaux de France | Wimbledon       | Wimbledon   | US Open         | US Open     |
| ----- | ---------------- | ---------------- | ------------------------ | ------------------------ | --------------- | ----------- | --------------- | ----------- |
| 2000  | —                | —                | 2e tour (1/32)           | W. Ferreira              | —               | —           | —               | —           |
| 2001  | 2e tour (1/32)   | A. Calatrava     | 1er tour (1/64)          | G. Kuerten               | 1er tour (1/64) | F. Meligeni | —               | —           |
| 2002  | —                | —                | 3e tour (1/16)           | J. C. Ferrero            | —               | —           | 3e tour (1/16)  | A. Clément  |
| 2003  | 1/8 de finale    | A. Agassi        | 1/2 finale               | M. Verkerk               | 1er tour (1/64) | O. Rochus   | 1/4 de finale   | A. Agassi   |
| 2004  | 1er tour (1/64)  | C. Saulnier      | Finale                   | G. Gaudio                | 2e tour (1/32)  | F. Mayer    | —               | —           |
| 2005  | 1/8 de finale    | D. Nalbandian    | 1/8 de finale            | N. Davydenko             | 1/8 de finale   | A. Roddick  | 1/4 de finale   | R. Ginepri  |
| 2006  | 3e tour (1/16)   | S. Grosjean      | —                        | —                        | —               | —           | 1er tour (1/64) | R. Sweeting |
| 2007  | —                | —                | —                        | —                        | —               | —           | —               | —           |
| 2008  | —                | —                | 1er tour (1/64)          | T. Robredo               | —               | —           | —               | —           |

N.B. : à droite du résultat se trouve le nom de l'ultime adversaire.

### En double
| Année | Open d'Australie                                                                    | Open d'Australie | Internationaux de France | Internationaux de France | Wimbledon                                                                      | Wimbledon | US Open | US Open |
| ----- | ----------------------------------------------------------------------------------- | ---------------- | ------------------------ | ------------------------ | ------------------------------------------------------------------------------ | --------- | ------- | ------- |
| 2003  | 1er tour (1/32) M. Zabaleta \|\| style="text-align:left;" \| X. Malisse S. Sargsian | —                | —                        | —                        | —                                                                              | —         | —       |         |
| 2004  | —                                                                                   | —                | —                        | —                        | 1er tour (1/32) F. Browne \|\| style="text-align:left;" \| W. Black K. Ullyett | —         | —       |         |

N.B. : le nom du ou de la partenaire se trouve sous le résultat ; le nom des ultimes adversaires se trouve à droite.

## Parcours dans lesMasters 1000
| Année | Indian Wells            | Miami                  | Monte-Carlo            | Rome                      | Hambourg                 | Canada                 | Cincinnati              | Stuttgart puis Madrid     | Paris                  |
| ----- | ----------------------- | ---------------------- | ---------------------- | ------------------------- | ------------------------ | ---------------------- | ----------------------- | ------------------------- | ---------------------- |
| 2001  | —                       | 3e tour F. Santoro     | 1/2 finale G. Kuerten  | 2e tour N. Lapentti       | —                        | —                      | 1er tour H. Arazi       | —                         | —                      |
| 2002  | —                       | 3e tour T. Johansson   | 1er tour T. Henman     | —                         | —                        | —                      | 2e tour A. Agassi       | —                         | 1er tour A. Pavel      |
| 2003  | 1/8 de finale L. Hewitt | 1/8 de finale A. Costa | Finale J. C. Ferrero   | 1/8 de finale I. Ljubičić | Victoire A. Calleri      | 1er tour F. López      | 1/4 de finale M. Mirnyi | —                         | 1/8 de finale A. Pavel |
| 2004  | 1/4 de finale A. Agassi | Finale A. Roddick      | Victoire R. Schüttler  | —                         | Finale R. Federer        | 1er tour L. Horna      | —                       | —                         | —                      |
| 2005  | 1/8 de finale A. Agassi | 3e tour T. Dent        | Finale R. Nadal        | Finale R. Nadal           | 1/4 de finale R. Federer | 1er tour J. C. Ferrero | 2e tour L. Horna        | 1/8 de finale F. González | 2e tour T. Berdych     |
| 2006  | —                       | 3e tour O. Rochus      | 1/4 de finale R. Nadal | 1er tour R. Ramírez       | 1er tour N. Djokovic     | —                      | —                       | —                         | —                      |

N.B. : sous le résultat se trouve le nom de l’ultime adversaire.

## Parcours auMasters
| Année | Lieu     | Résultat    | Tour     | Adversaires                                  | Victoire / Défaite       | Scores                                |
| ----- | -------- | ----------- | -------- | -------------------------------------------- | ------------------------ | ------------------------------------- |
| 2003  | Houston  | Round Robin | RR RR RR | Andy Roddick Carlos Moyà Rainer Schüttler    | Défaite Victoire Défaite | 3-6, 7-63, 3-6 6-2, 6-3 3-6, 6-4, 2-6 |
| 2004  | Houston  | Round Robin | RR RR RR | Andy Roddick Tim Henman Marat Safin          | Défaite Défaite Défaite  | 64-7, 3-6 2-6, 2-6 1-6, 4-6           |
| 2005  | Shanghai | Round Robin | RR RR RR | Roger Federer David Nalbandian Ivan Ljubičić | Défaite Défaite Défaite  | 0-6, 6-1, 2-6 5-7, 4-6 2-6, 3-6       |